# 安广站
安广站是位于中华人民共和国吉林省白城市大安市安广镇的一个铁路车站，邮政编码131302。车站建于1935年，有长白铁路经过该站，现办理客货运业务，车站及其上下行区间均已电气化。车站距离长春站255公里，隶属中国铁路沈阳局集团有限公司，是四等站。